# Hynobiidae
Kỳ giông châu Á (họ Hynobiidae) là các loài kỳ giông nguyên thủy được tìm thấy rộng khắp ở châu Á, và ở phần lãnh thổ Nga thuộc châu Âu. Chúng có mối quan hệ họ hàng gần với kỳ giông khổng lồ (họ Cryptobranchidae), và cùng nhau chúng hình thành nên phân bộ Cryptobranchoidea. Khoảng một nửa số loài họ Hynobiidae là loài độc nhất ở Nhật Bản.
Kỳ giông châu Á thụ tinh ngoài, con đực tưới tinh dịch lên trứng, và không giống như các họ kỳ giông khác sinh sản trong, con đực tập trung vào các túi trứng chứ không phải là con cái trong mùa sinh sản. Con cái đẻ hai túi trứng cùng một thời điểm, mỗi túi chứa đến 70 trứng. Kỳ giông cha mẹ chăm sóc con là phổ biến.
Một số loài có phổi tiêu giảm mạnh hoặc không có phổi. Nòng nọc đôi khi có thể có mang ngoài tiêu giảm mạnh nếu chúng sống trong nước lạnh và rất giàu oxy.

## Phân loại
Hiện có 54 loài được biết đến trong họ Hynobiidae:
Phân họ Hynobiinae
- Chi Batrachuperus (Kỳ giông suối Trung Quốc)
  - Kỳ giông núi Chiala (Batrachuperus karlschmidti)
  - Kỳ giông suối Long Động (Batrachuperus londongensis)
  - Kỳ giông suối núi Thái Bạch (Batrachuperus taibaiensis)
  - Kỳ giông suối núi Tây Tạng (Batrachuperus tibetanus)
  - Kỳ giông suối núi Diêm Nguyên (Batrachuperus yenyuanensis)
  - Kỳ giông suối núi Tây Trung Quốc (Batrachuperus pinchonii)
- Chi Hynobius - (Kỳ giông châu Á)
  - Kỳ giông Abe (Hynobius abei)
  - Kỳ giông Amji (Hynobius amjiensis)
  - Kỳ giông núi A Lý (Hynobius arisanensis)
  - Kỳ giông Odaigahara (Hynobius boulengeri)
  - Kỳ giông Trung Quốc (Hynobius chinensis)
  - Kỳ giông Oita (Hynobius dunni)
  - Kỳ giông Đài Loan (Hynobius formosanus)
  - Kỳ giông nhỏ Đài Loan (Hynobius fuca)
  - Guabangshan Salamander (Hynobius guabangshanensis)
  - Hakuba Salamander (Hynobius hidamontanus)
  - Kỳ giông Akaishi (Hynobius katoi)
  - Kỳ giông Hida (Hynobius kimurae)
  - Korean salamander (Hynobius leechii)
  - Kỳ giông Tohoku (Hynobius lichenatus)
  - Kỳ giông Liêu Ninh (Hynobius mantschuriensis)
  - Kỳ giông Hưng An (Hynobius maoershanensis)
  - Buchi Salamander (Hynobius naevius)
  - Japanese Clouded Salamander (Hynobius nebulosus)
  - Kỳ giông đen Nhật Bản (Hynobius nigrescens)
  - Kỳ giông Oki (Hynobius okiensis)
  - Kỳ giông Jeju (Hynobius quelpaertensis)
  - Kỳ giông Ezo (Hynobius retardus)
  - Kỳ giông Sonan (Hynobius sonani)
  - Kỳ giông nhỏ hổ phách (Hynobius stejnegeri)
  - Kỳ giông Hokuriku (Hynobius takedai)
  - Kỳ giông núi (Hynobius tenuis)
  - Kỳ giông Tokyo (Hynobius tokyoensis)
  - Kỳ giông Tsushima (Hynobius tsuensis)
  - Kỳ giông Turkestan (Hynobius turkestanicus)
  - Kỳ giông Kori (Hynobius yangi)
  - Yiwu Salamander (Hynobius yiwuensis)
  - Kỳ giông Vân Nam (Hynobius yunanicus)
- Chi Liua (Kỳ giông Vu Sơn)
  - Kỳ giông Vu Sơn (Liua shihi)
  - Kỳ giông Tần Ba (Liua tsinpaensis)
- Chi Onychodactylus (kỳ giông có vuốt)
  - Kỳ giông vuốt Trung Quốc (Onychodactylus fischeri)
  - Kỳ giông vuốt Nhật Bản (Onychodactylus japonicus)
- Chi Pachyhynobius (Stout salamanders)
  - Kỳ giông mập Thương Thành (Pachyhynobius shangchengensis)
- Chi Paradactylodon (Middile eastern Stream Salamanders)
  - Kỳ giông Gorgan (Paradactylodon gorganensis)
  - Kỳ giông núi Ba Tư (Paradactylodon persicus)
  - Kỳ giông suối Paghman (Paradactylodon mustersi)
- Chi Pseudohynobius
  - Kỳ giông đốm vàng (Pseudohynobius flavomaculatus)
  - Kỳ giông Quý Châu (Pseudohynobius guizhouensis)
  - Kỳ giông Kim Phật Sơn (Pseudohynobius jinfo)
  - Kỳ giông Kuankuoshui (Pseudohynobius kuankuoshuiensis)
  - Kỳ giông Thủy Thành (Pseudohynobius shiuchengensis)
- Chi Ranodon (Kỳ giông Semirichensk)
  - Kỳ giông Trung Á (Ranodon sibiricus)
- Chi Salamandrella (Siberian Salamanders)
  - Kỳ giông Siberi (Salamandrella kyserlingii)
  - Kỳ giông Primorye (Salamandrella tridactyla)

Phân họ Protohynobiinae
- Chi Protohynobius
  - Kỳ giông Phổ Hùng ( Protohynobis puxiongensis)

## Phát sinh chủng loài
Biểu đồ nhánh dưới đây vẽ theo Pyron và Wiens (2011) và được sửa đổi theo Mikko Haaramo 
|  | Pachyhynobius shangchengensis |
|  |                               |
|  | Salamandrella                 |
|  |                               |

|  | Ranodon sibiricus |
|  |                   |
|  | Paradactylodon    |
|  |                   |

|  | Batrachuperus                                           |
|  |                                                         |
|  | \| \| Liua \| \| \| \| \| \| Pseudohynobius \| \| \| \| |
|  |                                                         |
|  | Liua                                                    |
|  |                                                         |
|  | Pseudohynobius                                          |
|  |                                                         |

|  | Liua           |
|  |                |
|  | Pseudohynobius |
|  |                |

|  | Ranodon sibiricus |
|  |                   |
|  | Paradactylodon    |
|  |                   |

|  | Batrachuperus                                           |
|  |                                                         |
|  | \| \| Liua \| \| \| \| \| \| Pseudohynobius \| \| \| \| |
|  |                                                         |
|  | Liua                                                    |
|  |                                                         |
|  | Pseudohynobius                                          |
|  |                                                         |

|  | Liua           |
|  |                |
|  | Pseudohynobius |
|  |                |

|  | Ranodon sibiricus |
|  |                   |
|  | Paradactylodon    |
|  |                   |

|  | Batrachuperus                                           |
|  |                                                         |
|  | \| \| Liua \| \| \| \| \| \| Pseudohynobius \| \| \| \| |
|  |                                                         |
|  | Liua                                                    |
|  |                                                         |
|  | Pseudohynobius                                          |
|  |                                                         |

|  | Liua           |
|  |                |
|  | Pseudohynobius |
|  |                |

|  | Ranodon sibiricus |
|  |                   |
|  | Paradactylodon    |
|  |                   |

|  | Batrachuperus                                           |
|  |                                                         |
|  | \| \| Liua \| \| \| \| \| \| Pseudohynobius \| \| \| \| |
|  |                                                         |
|  | Liua                                                    |
|  |                                                         |
|  | Pseudohynobius                                          |
|  |                                                         |

|  | Liua           |
|  |                |
|  | Pseudohynobius |
|  |                |

|  | Pachyhynobius shangchengensis |
|  |                               |
|  | Salamandrella                 |
|  |                               |

|  | Ranodon sibiricus |
|  |                   |
|  | Paradactylodon    |
|  |                   |

|  | Batrachuperus                                           |
|  |                                                         |
|  | \| \| Liua \| \| \| \| \| \| Pseudohynobius \| \| \| \| |
|  |                                                         |
|  | Liua                                                    |
|  |                                                         |
|  | Pseudohynobius                                          |
|  |                                                         |

|  | Liua           |
|  |                |
|  | Pseudohynobius |
|  |                |

|  | Ranodon sibiricus |
|  |                   |
|  | Paradactylodon    |
|  |                   |

|  | Batrachuperus                                           |
|  |                                                         |
|  | \| \| Liua \| \| \| \| \| \| Pseudohynobius \| \| \| \| |
|  |                                                         |
|  | Liua                                                    |
|  |                                                         |
|  | Pseudohynobius                                          |
|  |                                                         |

|  | Liua           |
|  |                |
|  | Pseudohynobius |
|  |                |

|  | Ranodon sibiricus |
|  |                   |
|  | Paradactylodon    |
|  |                   |

|  | Batrachuperus                                           |
|  |                                                         |
|  | \| \| Liua \| \| \| \| \| \| Pseudohynobius \| \| \| \| |
|  |                                                         |
|  | Liua                                                    |
|  |                                                         |
|  | Pseudohynobius                                          |
|  |                                                         |

|  | Liua           |
|  |                |
|  | Pseudohynobius |
|  |                |

|  | Ranodon sibiricus |
|  |                   |
|  | Paradactylodon    |
|  |                   |

|  | Batrachuperus                                           |
|  |                                                         |
|  | \| \| Liua \| \| \| \| \| \| Pseudohynobius \| \| \| \| |
|  |                                                         |
|  | Liua                                                    |
|  |                                                         |
|  | Pseudohynobius                                          |
|  |                                                         |

|  | Liua           |
|  |                |
|  | Pseudohynobius |
|  |                |

|  | Pachyhynobius shangchengensis |
|  |                               |
|  | Salamandrella                 |
|  |                               |

|  | Ranodon sibiricus |
|  |                   |
|  | Paradactylodon    |
|  |                   |

|  | Batrachuperus                                           |
|  |                                                         |
|  | \| \| Liua \| \| \| \| \| \| Pseudohynobius \| \| \| \| |
|  |                                                         |
|  | Liua                                                    |
|  |                                                         |
|  | Pseudohynobius                                          |
|  |                                                         |

|  | Liua           |
|  |                |
|  | Pseudohynobius |
|  |                |

|  | Ranodon sibiricus |
|  |                   |
|  | Paradactylodon    |
|  |                   |

|  | Batrachuperus                                           |
|  |                                                         |
|  | \| \| Liua \| \| \| \| \| \| Pseudohynobius \| \| \| \| |
|  |                                                         |
|  | Liua                                                    |
|  |                                                         |
|  | Pseudohynobius                                          |
|  |                                                         |

|  | Liua           |
|  |                |
|  | Pseudohynobius |
|  |                |

|  | Ranodon sibiricus |
|  |                   |
|  | Paradactylodon    |
|  |                   |

|  | Batrachuperus                                           |
|  |                                                         |
|  | \| \| Liua \| \| \| \| \| \| Pseudohynobius \| \| \| \| |
|  |                                                         |
|  | Liua                                                    |
|  |                                                         |
|  | Pseudohynobius                                          |
|  |                                                         |

|  | Liua           |
|  |                |
|  | Pseudohynobius |
|  |                |

|  | Ranodon sibiricus |
|  |                   |
|  | Paradactylodon    |
|  |                   |

|  | Batrachuperus                                           |
|  |                                                         |
|  | \| \| Liua \| \| \| \| \| \| Pseudohynobius \| \| \| \| |
|  |                                                         |
|  | Liua                                                    |
|  |                                                         |
|  | Pseudohynobius                                          |
|  |                                                         |

|  | Liua           |
|  |                |
|  | Pseudohynobius |
|  |                |

|  | Pachyhynobius shangchengensis |
|  |                               |
|  | Salamandrella                 |
|  |                               |

|  | Ranodon sibiricus |
|  |                   |
|  | Paradactylodon    |
|  |                   |

|  | Batrachuperus                                           |
|  |                                                         |
|  | \| \| Liua \| \| \| \| \| \| Pseudohynobius \| \| \| \| |
|  |                                                         |
|  | Liua                                                    |
|  |                                                         |
|  | Pseudohynobius                                          |
|  |                                                         |

|  | Liua           |
|  |                |
|  | Pseudohynobius |
|  |                |

|  | Ranodon sibiricus |
|  |                   |
|  | Paradactylodon    |
|  |                   |

|  | Batrachuperus                                           |
|  |                                                         |
|  | \| \| Liua \| \| \| \| \| \| Pseudohynobius \| \| \| \| |
|  |                                                         |
|  | Liua                                                    |
|  |                                                         |
|  | Pseudohynobius                                          |
|  |                                                         |

|  | Liua           |
|  |                |
|  | Pseudohynobius |
|  |                |

|  | Ranodon sibiricus |
|  |                   |
|  | Paradactylodon    |
|  |                   |

|  | Batrachuperus                                           |
|  |                                                         |
|  | \| \| Liua \| \| \| \| \| \| Pseudohynobius \| \| \| \| |
|  |                                                         |
|  | Liua                                                    |
|  |                                                         |
|  | Pseudohynobius                                          |
|  |                                                         |

|  | Liua           |
|  |                |
|  | Pseudohynobius |
|  |                |

|  | Ranodon sibiricus |
|  |                   |
|  | Paradactylodon    |
|  |                   |

|  | Batrachuperus                                           |
|  |                                                         |
|  | \| \| Liua \| \| \| \| \| \| Pseudohynobius \| \| \| \| |
|  |                                                         |
|  | Liua                                                    |
|  |                                                         |
|  | Pseudohynobius                                          |
|  |                                                         |

|  | Liua           |
|  |                |
|  | Pseudohynobius |
|  |                |